# Trachyderomorpha notabilis
Trachyderomorpha notabilis är en skalbaggsart som beskrevs av Friedrich F. Tippmann 1960. Trachyderomorpha notabilis ingår i släktet Trachyderomorpha och familjen långhorningar. Inga underarter finns listade i Catalogue of Life.